# Újezd u Chocně (nádraží)
Újezd u Chocně je železniční stanice, která se nachází severovýchodně od obce Újezd u Chocně v okrese Ústí nad Orlicí v Pardubickém kraji. Stanice leží na jednokolejné elektrizované celostátní dráze Velký Osek – Choceň

## Popis stanice
Železniční stanice je vybavena staničním zabezpečovacím zařízením 1. kategorie - mechanické zabezpečovací zařízení. V mezistaničním úseku Újezd u Chocně - Choceň je instalováno traťové zabezpečovací zařízení 3. kategorie - automatické hradlo a v úseku Újezd u Chocně - Čermná nad Orlicí jsou jízdy vlaků zabezpečovány telefonickým dorozumíváním.[zdroj?]
Stanice má 2 dopravní koleje a 1 kolej manipulační.[zdroj?]

## Přeprava
Ve stanici zastavují vlaky osobní přepravy kategorie osobní vlak (Os). Tyto vlaky provozuje dopravce České dráhy. Vlaky vyšších kategorií (např. spěšné vlaky) ve stanici nezastavují, pouze projíždějí.[zdroj?]
Ve staniční budově se nachází čekárna pro cestující. Ve stanici není k dispozici osobní pokladna ani automat na jízdenky. Cestující jsou odbaveni průvodčím ve vlaku.[zdroj?]

## Přístupnost
Přístup do budovy stanice (včetně přístřešku před povětrnostními vlivy) není bezbariérový. Bezbariérový přístup není na žádné nástupiště (dle ČSN 73 4959).